# 1998 în informatică
- 1997 în informatică — 1998 în informatică — 1999 în informatică

1998 în informatică a însemnat o serie de evenimente noi notabile:

## Evenimente
- 15 august: Apple Inc. lansează iMac G3, care va fi un mare succes pentru firmă (6 milioane de exemplare vândute) și va salva Apple de la un faliment probabil.

- 4 septembrie: este fondată Google, corporație americană multinațională care administrează motorul de căutare pe Internet cu același nume.[1][2]

- compania Compaq a preluat Digital Equipment Corporation.